# 楊綸 (成化甲辰進士)
楊綸（1457年—1523年），字大經，陝西慶陽府安化縣人，民籍，明朝政治人物。

## 生平
生于天顺元年丁丑十二月十四日，成化十六年（1480年）庚子科陕西鄉試舉人，二十年（1484年）甲辰科三甲第四十二名進士。授肃宁县知县，弘治七年（1494年）十二月授浙江道御史，十年巡按直隶，十三年巡按河南，十四年巡按四川，十月升山西按察司副使、兵备雁门偏头宁武三关，正德二年（1507年）正月升云南按察使，丁内艰归，因得罪劉瑾，被下狱数月，正德四年服闋，六月接替馬炳然任都察院左佥都御史、巡抚宣府，五年二月升都察院右副都御史、管都察院事，刘瑾倒台後，九月被科道言官弹劾，遂令致仕。嘉靖二年（1523年）五月十六日卒，年六十七，賜祭葬。

## 家族
曾祖楊林；祖父楊勝，壽官；父楊冕。母梁氏（封孺人）。兄楊紘，弟楊大紀。妻王氏，封孺人，加封淑人。長子楊儀鳳，听选官；次子楊朝鳳，正德六年進士。